# Sövestad
Sövestad est une localité suédoise située dans la commune d'Ystad en Scanie.
Sa population était de 362 habitants en 2019.